# البوابة (هندسة)

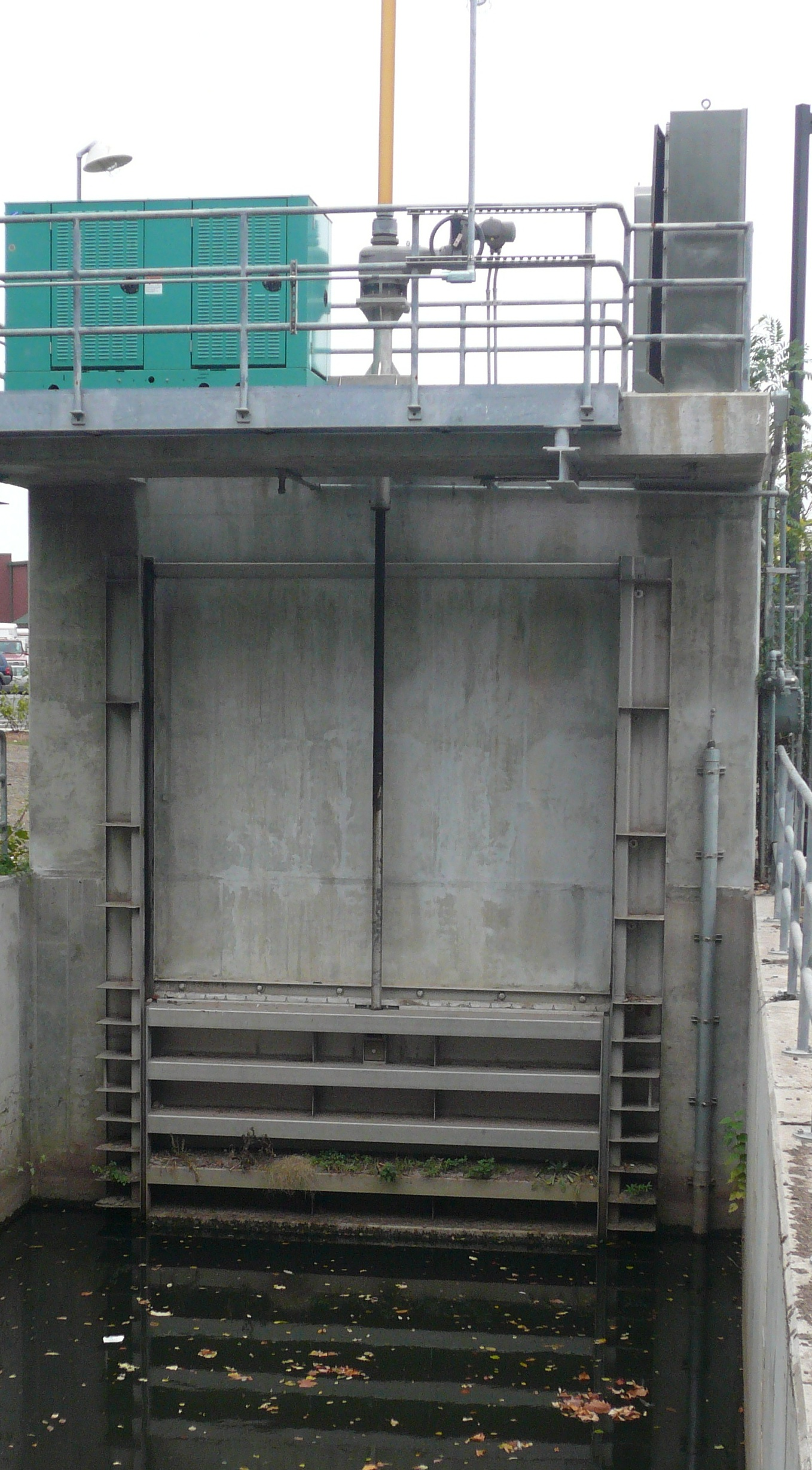

في الهندسة التطبيقية، يشير مصطلح البوابة إلى هيكل دوار أو منزلق يدعمه مفصلات أو محور أفقي أو عمودي دوار، الذي قد يثبت في أطراف الأنبوب أو القناة الكبيرة من أجل السيطرة على تدفق المياه أو أي سوائل من أحد الجوانب إلى الآخر. عادة ما تُوضع في فتحة قنوات هندسة الري لتجنب فقدان كميات المياه أو نهاية قنوات الصرف لتجنب مدخل المياه.